# Nicolas Séjan
Nicolas Séjan, dit l'Aîné, né le 17 mars 1745 à Paris où il est mort le 16 mars 1819, est un musicien français, organiste et claveciniste.

## Biographie
Il est issu d'une famille alliée aux Forqueray : sa tante Élisabeth-Nicole Séjan était l'épouse de Nicolas-Gilles Forqueray (1703 – 1761), organiste de l'église Saint-Séverin auquel il succède, dans ce poste, à sa mort.
Un des meilleurs organistes de son temps, il fut co-titulaire de l'orgue de la cathédrale Notre-Dame de Paris et de nombreuses autres églises parisiennes. Il fut nommé à la Chapelle Royale en 1789. Il perdit ses charges pendant la Révolution française, mais en récupéra certaines par la suite.
Nicolas Séjan était le père de Louis-Nicolas Séjan, son successeur à l'Église Saint-Sulpice.
Décédé à Paris le 16 mars 1819, il fut enterré au cimetière de Saint-Sulpice à Vaugirard

## Œuvres
Il laisse quelques œuvres pour le clavecin et le piano-forte ainsi que pour l'orgue.
- Six Sonates pour le clavecin avec accompagnement de violon ad libitum... Œuvre Ier. (1772)
- Recueil de pièces pour le clavecin ou le pianoforte dans le genre gracieux ou gay... Œuvre IIe. (1783)
- Trois Sonates pour le clavecin ou le pianoforte avec accompagnement de violon et violoncelle obligés pour la première et troisième sonates... Œuvre IIIe. (1784)

### Articles liés
- École française d'orgue
- Noël varié